# Otakar Dvořák
Otakar Dvořák (9. února 1885 – 15. září 1961) byl český bankovní úředník a syn slavného českého skladatele Antonína Dvořáka. Jeho významným přínosem k odkazu jeho otce je unikátní kniha s názvem Můj otec Antonín Dvořák, vydaná v roce 2004 knihovnou Jana Drdy v Příbrami.

## Život
Narodil se jako jedno z devíti dětí Antonína Dvořáka, přičemž první tři zemřely v dětství a šest dosáhlo dospělosti. Po čtyřiceti letech v bankovnictví byl penzionován a založil vlastní rodinu. Jeho sídlem se stala Vysoká, kde přijímal návštěvy z celého světa, přičemž vyprávěl o životě a díle svého otce.
Zajímavým zájmem na Vysoké byla jeho záliba v chovu drůbeže. Založil chovnou stanici Rusalka a napsal encyklopedii Kniha o drůbežnictví, která se dočkala několika vydání. Jeho otec Antonín Dvořák měl podobný koníček, byl chovatelem holubů.

## Literární činnost
V pozdějším věku se Otakar rozhodl dát svým vzpomínkám na otce knižní podobu. Kniha Můj otec Antonín Dvořák je rozdělena do čtyř částí. První dvě, nazvané Společnou cestou a Genius, člověk a táta, přinášejí intimní pohled na skladatelovo soukromí a rodinný život. Na třetí části s názvem Boj o Antonína Dvořáka se autorsky podílel Jan Koupil a pojednává o neúprosné kritice Dvořákovy tvorby, zejména od Zdeňka Nejedlého. Čtvrtá část Jak soudí svět přináší názory významných osobností na Antonína Dvořáka.
Otakar Dvořák se nedočkal vydání svého díla. Jeho kniha představuje záznam ze života slavného skladatele Antonína Dvořáka a odkaz, který zanechal svým potomkům. Součástí knihy je také rodokmen celé Dvořákovy rodiny.